# Guillermo Naylor
William Brookes „Guillermo“ Naylor Adie (* 4. September 1884 in Belgrano; † 23. Januar 1976 in Buenos Aires) war ein argentinischer Polospieler.

## Erfolge
Naylors Vorfahren wanderten aus Großbritannien nach Argentinien aus. 1919 gründete er den Sundowners Polo Club, eines der Gründungsmitglieder des argentinischen Poloverbandes im Jahr 1922. Bei den Olympischen Spielen 1924 in Paris gehörte er neben Arturo Kenny, Juan Miles, Jack Nelson und Enrique Padilla zur argentinischen Polomannschaft, die ihre vier Partien alle gewann. Dabei kam Naylor lediglich beim abschließenden 15:2-Erfolg gegen Frankreich zum Einsatz, nachdem der Olympiasieg bereits feststand.
Als Mitglied des Santa Inés Polo Club gewann er 1922, 1924 und 1928 die argentinischen Meisterschaften. Außerdem gehörte er 1931 zur siegreichen Mannschaft bei den Hurlingham Open.